# Арбореа
Арбореа (итал. Arborea) је насеље у Италији у округу Ористано, региону Сардинија.
Према процени из 2011. у насељу је живело 1896 становника. Насеље се налази на надморској висини од 9 м.

## Становништво
Према резултатима пописа становништва 2011. у општини је живело 4.048 становника.
| 1936. | 1951. | 1961. | 1971. | 1981. | 1991. | 2001. | 2011. |
| ----- | ----- | ----- | ----- | ----- | ----- | ----- | ----- |
| 3.636 | 4.167 | 3.488 | 3.088 | 3.390 | 3.785 | 3.927 | 4.048 |

## Партнерски градови
- Цевио (Верона)